# Badania powierzchniowe
Badania powierzchniowe, prospekcja powierzchniowa – w archeologii najczęściej stosowana i najprostsza metoda prospekcji archeologicznej. Polega na dokładnej penetracji wyznaczonego obszaru w celu odkrycia zabytków archeologicznych widocznych w ziemi lub w formach krajobrazowych takich jak grodziska czy kurhany.

## Cele prowadzenia badań powierzchniowych
Badania powierzchniowe należą do niedestrukcyjnych metod w archeologii.
Pozwalają przebadać wyznaczony obszar, w celu odnalezienia śladów działalności ludzkiej w przeszłości. 
Jest to najprostsza metoda zbierania informacji na temat zasięgu stanowiska oraz jego planu. 
Metoda ta opiera się na fakcie, że najwyżej położone warstwy stanowisk archeologicznych są na terenach użytkowanych rolniczo nieustannie rozorywane. Powoduje to, że zabytki takie jak kawałki naczyń widoczne są na powierzchni ziemi. 
Większe obiekty mogą uwidaczniać się w postaci charakterystycznych form terenowych takich jak pozostałości kurhanów, grodzisk, fos, zabudowań, fundamentów, ruin o różnym stopniu zachowania. Badania powierzchniowe mogą być wykorzystywane zarówno w celu poszukiwania nieznanych dotąd stanowisk archeologicznych, jak i do dokumentowania i lepszego poznania obiektów już znanych.

## Czynniki powodujące, że źródła archeologiczne są widoczne na powierzchni ziemi
- Pora roku – badania powierzchniowe prowadzone są wiosną i jesienią, kiedy pola są zaorane i nie porośnięte roślinnością. Tylko w tych okresach stanowiska i artefakty są najlepiej widoczne.

- Procesy erozyjne – niszcząca działalność wiatru i wody. Zostają odsłonięte zalegające pod powierzchnią gruntu warstwy kulturowe.

- Działalność ludzka w przeszłości – tworzenie dużych i trwałych, widocznych gołym okiem obiektów takich jak kurhany, wały grodzisk, fosy. Długotrwałe osadnictwo może doprowadzić do powstania wzgórza tellowego, które góruje we współczesnym krajobrazie.

- Współczesna działalność ludzka – orka odsłania i niszczy stanowiska archeologiczne. Eksploatacja surowców, pozyskiwanie np. piasku, gliny lub żwiru może odsłonić stanowisko.

## Badania powierzchniowe
W przeszłości badania powierzchniowe prowadzone były wybiórczo, zazwyczaj na niewielkich obszarach. Miały one za cel identyfikację i rozpoznanie stanowisk. Obecnie badania powierzchniowe cieszą się dużą popularnością. Są prowadzone często jako osobne, złożone projekty, po których nie wykonuje się badań wykopaliskowych. 

### Dobór rejonu badań
Podstawowym założeniem badań powierzchniowych jest zlokalizowanie wszystkich widocznych w terenie śladów działalności ludzkiej w przeszłości. Przeprowadza się je na wybranym, ściśle określonym terenie. Badania mają charakter regionalny i podejmowane są w zależności od stawianych pytań:
- Na wydzielonym przez ukształtowanie terenu i środowisko naturalne obszarze, takim jak górska czy rzeczna dolina, wyspa czy oaza na pustyni.

- Innym celem może być prospekcja obszaru na którym występują interesujące badaczy stanowiska należące do określonej kultury archeologicznej.

- Zasięg można wyznaczyć arbitralnie, np. w pewnym promieniu od stanowiska, na którym trwają prace wykopaliskowe. Może to być także teren określonej jednostki podziału terytorialnego państwa. Kolejna możliwość to przebadanie obszaru, którego powierzchnia wyznaczona jest przez granice zagrożonego terenu (badania ratunkowe).

### Pozyskiwanie danych
Badania przeprowadza się na wiosnę lub na jesieni, kiedy pola są zaorane i nie porośnięte roślinnością. Grupa badaczy wyposażona w szczegółowe mapy terenowe (zazwyczaj w skali 1:10 000) i karty ewidencji stanowiska archeologicznego pieszo przemierza wyznaczony rejon badań. Badacze zazwyczaj poruszają w tyralierze w odległości od siebie kilka metrów. W przypadku natrafienia na stanowisko archeologiczne, nanosi się jego położenie na mapę. Wypełnia się kartę ewidencji stanowiska archeologicznego. Znalezione zabytki są po uprzednim oznaczeniu zabierane.
Prospekcja powierzchniowa prowadzona jest z różną dokładnością. Minimum informacji, jakie należy uzyskać, aby badania miały sens, to:
- Określenie położenia stanowiska poprzez dokładne naniesienie na szczegółową mapę.

- Określenie przybliżonej wielkości stanowiska

- Zebranie artefaktów z powierzchni ziemi.

- Próba wydatowania artefaktów.

### Badania powierzchniowe a środowisko
Badania powierzchniowe to nie tylko punkty osadnicze czy ślady osadnictwa, ale także otoczenie stanowisk, środowisko, w jakim się znajdowały. Dokonuje się analiz gleboznawczych i geomorfologicznych.
Przedmiotem badań jest też sposób funkcjonowania stanowiska w połączeniu z najbliższym otoczeniem. 
Wyniki badań mają charakter przybliżony i hipotetyczny.

### Badania niesystematyczne i systematyczne
- Badania niesystematyczne służą do określenia granic stanowiska i występujących na nim okresów zasiedlenia. Polegają na zebraniu materiału z całego stanowiska bez zwracania uwagi na rejony występowania zabytków.

- Badania systematyczne służą także do określenia granic stanowiska i występujących na nim okresów zasiedlenia. Dodatkowo umożliwiają zebranie dodatkowych cennych informacji za pomocą szczegółowej dokumentacji za pomocą metody planigraficznej.

### Planigrafia
Metoda szczegółowej dokumentacji stanowiska to planigrafia. Badania planigraficzne polegają na nanoszeniu na przygotowany uprzednio plan stanowiska położenia wszystkich widocznych na powierzchni znalezisk. 
W zależności od celu stosowane są dwie wersje metody:
- Kiedy celem jest określenie zasięgu stanowiska, stref koncentracji zabytków oraz wstępna analiza chronologiczna okresów i rejonów zasiedlenia wystarczy rejestracja występowania materiału w obrębie wyznaczonej siatki kwadratów, dzielącej powierzchnie stanowiska na mniejsze jednostki. Często wykorzystuje się do tego celu siatkę arową, czyli system kwadratów o powierzchni 100 m². Sposób ten pozwala uzyskać informacje na temat charakteru osadnictwa w poszczególnych częściach stanowiska. Na podstawie charakterystycznych znalezisk udaje się niekiedy wydzielić różne rejony ludzkiej aktywności.

- W przypadku potrzeby dokonania szczegółowej rejestracji pola rozrzutu materiału w obrębie stanowiska, stosujemy metodę bardziej szczegółową. Polega ona na nanoszeniu na plan dokładnego położenia wszystkich znalezionych zabytków. Uzyskany obraz, w przypadku wystąpienia koncentracji materiału, może posłużyć nam do hipotetycznej rekonstrukcji położenia obiektów które mogły ulec już całkowitemu zniszczeniu. Możliwa jest też w przypadku późniejszych badań wykopaliskowych ścisła korelacja pomiędzy odkrytymi w górnej warstwie obiektami a występującymi na powierzchni znaleziskami, które mogą z nich pochodzić.

## Sampling
Jedną z technik badań powierzchniowych jest sampling. Metoda ta jest wykorzystywana w przypadkach kiedy badania muszą być przeprowadzone, a brakuje czasu i pieniędzy. Kiedy niemożliwe jest przebadanie całego rejonu, wybiera się tylko fragmenty na których prowadzone są szczegółowe badania.
Sampling probabilistyczny zakłada zastosowanie metod statystycznych. Uzyskane wyniki są podstawą do wyciągnięcia ogólnych wniosków na temat całego objętego badaniami rejonu. Najlepszym przykładem wykorzystania tej metody są brytyjskie badania na greckiej wyspie Melos.
Sampling jest metodą dość kontrowersyjną. Sprawdza się dość dobrze jeśli chodzi o szacunki liczby stanowisk na danym terenie. Nie sprawdza się w rekonstrukcji sieci osadniczej. Wadą tej metody jest to, że można pominąć wiele stanowisk. Dość wycinkowy charakter informacji sprawia, że nie można wiarygodnie odtworzyć struktury osadnictwa.

## Analiza wyników badań powierzchniowych
Otrzymany w rezultacie starannie przeprowadzonych prac obraz nie zawsze jest wiernym odbiciem sytuacji na danym terenie w przeszłości. Nie wszystkie stanowiska można znaleźć tą metodą. 
Dokonując analizy przeprowadzonych badań należy wziąć pod uwagę, że:
- Erozja często odsłania stanowiska, ale może też je całkowicie zniszczyć, lub wręcz przeciwnie – spowodować ich całkowite zakrycie. Np osiedle w zagłębieniu terenu może zostać zakryte przez osuwającą się ziemię z pobliskiej góry. Osiedle na płaskim terenie może zostać zakryte przez osady popowodziowe.

- Niektóre ślady są nie widoczne z ziemi i można je zlokalizować tylko z powietrza.

- Część stanowisk może być niedostępna do obserwacji. Sytuacja taka występuje na terenach zabudowanych lub porośniętych roślinnością.

- Po namierzeniu stanowiska i wydatowaniu go na podstawie znalezionych zabytków nie wiadomo czy w głębiej pod ziemią nie ma innych warstw kulturowych. Orka mogła naruszyć tylko najmłodszą warstwę ukrytego pod ziemią stanowiska, na powierzchni nie znajdziemy w takim przypadku zabytków z warstw starszych.

- Brak w materiale powierzchniowym śladów osadnictwa nie oznacza, że go nie było.

## Podsumowanie
Badania powierzchniowe są obecnie najpopularniejszą i najtańszą metodą prospekcji archeologicznej. Pozwalają na lokalizację i identyfikację wielu nieznanych wcześniej stanowisk archeologicznych. Badania powierzchniowe nie są traktowane jako wstęp do wykopalisk, ale też w wielu przypadkach je zastępują. Koniecznością w przypadku badań powierzchniowych jest ich systematyczne powtarzanie. Działania sił przyrody i ludzi mogą doprowadzić do zniszczenia wcześniej odkrytych stanowisk lub do odsłonięcia wcześniej nieznanych. Wadą badań powierzchniowych jest nie możność dokładnego przebadania stanowiska, które może kryć liczne zabytki i warstwy kulturowe. Metoda ta sprawdza się bardzo dobrze w dobie, kiedy archeolodzy chcą zachować nienaruszone stanowiska archeologiczne dla przyszłych pokoleń.